# Scoglio la Russa
Lo scoglio la Russa è un'isola dell'Italia, in Calabria.
Amministrativamente appartiene a Roseto Capo Spulico, comune italiano della provincia di Cosenza.